# Éditions de l'Envolée
 (juin 2021).
Éditions de l'Envolée est une maison d'édition québécoise fondée en 1992. Elle se spécialise dans l'édition de matériel pédagogique pour le préscolaire, le primaire et le secondaire.
Éditions de l'Envolée était aussi connu sous le nom de Éditions « À Reproduire » quand la maison d'édition se spécialisait dans la production de matériel pédagogique reproductible.
La compagnie œuvre aussi dans la production d'activités éducatives interactives sur Internet pour les jeunes.

## Collections de volumes en littératie
Du plaisir à lire
Collection de livres en littératie pour les jeunes du préscolaire et du début du primaire.
Collection Être
Collection travaillant la conscience phonologique chez les petits du préscolaire et du primaire.

## Collection de manuels reproductibles
Éditions de l'Envolée possède un grand nombre de documents qui peuvent être reproduits par l'enseignante ou l'enseignant pour les besoins d'une classe.

Série de volumes en compréhension de texte
Savoir lire 

J'améliore ma lecture

Lire... entre les lignes !

Apprivoiser l'inférence

J'ai la lecture en fête

Un peu de tout
Série de volumes offrant des exercices variés sur différents apprentissages en français, mathématiques, anglais langue seconde, espagnol, univers social et sciences et technologies.

## Sites pour enfants
Éditions de l'Envolée supporte plusieurs sites Internet destinés aux jeunes du primaire et du secondaire.

Activités en lien avec la collection : Du plaisir à lire

Activités diverses en français et en mathématiques : l'Envolerie

Activités diverses en musique : Musenvol